# Яффе, Ирвинг
Ирвинг Уоррен Яффе (англ. Irving Warren Jaffee, 15 сентября 1906, Нью-Йорк — 20 марта 1981, Сан-Диего) — американский конькобежец, двукратный олимпийский чемпион 1932 года.
Родителями Ирвинга Яффе были евреи, которые в 1896 году эмигрировали в США из России. Яффе рос в Бронксе. В детстве он играл в бейсбол.
С 14 лет начал бегать на коньках. Чтобы оплачивать аренду льда, он подрабатывал чистильщиком льда на катке.
В 1920-х годах он участвовал во множестве соревнований. В 1926 году он выиграл соревнования «Серебряные коньки» на дистанции 2 мили (Silver Skates two-mile race). В США Ирвинг Яффе получил известность в 1927 году, когда он установил несколько национальных рекордов. Он был включен в олимпийскую команду США для участия в Олимпийских играх 1928 года.
На Зимних Олимпийских играх 1928 года в Санкт-Морице Ирвинг Яффе был одним из фаворитов. Но на дистанции 5 000 метров он занял лишь четвёртое место. Большие шансы на победу имел Яффе на дистанции 10 000 метров. Ирвинг вышел на старт в паре с норвежцем Бернтом Эвенсеном. Яффе выиграл забег со временем 18:36,5. Это было лучшее время среди всех состоявшихся забегов. Однако из-за резкого потепления, лёд на открытом катке, где проводились соревнования, начал быстро таять. Соревнования были прекращены. Несмотря на протесты спортсменов, которые требовали объявить Яффе чемпионом, все результаты состоявшихся забегов были аннулированы, и победитель не был объявлен.
На Зимних Олимпийских играх 1932 года в американском Лэйк-Плэсиде Ирвинг Яффе выиграл две золотые Олимпийские медали на дистанциях 5000 и 10 000 метров.
Во время «Великой депрессии» в США Яффе был вынужден заложить свои золотые олимпийские медали за 3500 долларов. Когда он вновь получил работу, он безуспешно пытался выкупить свои медали.
Впоследствии Яффе был тренером.

## Лучшие результаты
Лучшие результаты Ирвинга Яффе на отдельных дистанциях:
- 500 метров — 45,20 (1928 год)
- 1500 метров — 2:26,70 (1928 год)
- 5000 метров — 8:42,20 (1928 год)
- 10000 метров — 18:36,50 (1928 год)